# 棒梗银耳
棒梗银耳（学名：Tremella clavisterigma）是属于银耳目银耳科银耳属的一种真菌，群生于阔叶林中的阔叶树倒木树皮上。该种分布于中国、危地马拉。